# おおぶ文化交流の杜図書館
おおぶ文化交流の杜図書館（おおぶぶんかこうりゅうのもりとしょかん）は、愛知県大府市の公共図書館である。複合文化施設「おおぶ文化交流の杜」の開館とともに2014年（平成26年）に開館した。前身は大倉会館にあった大府市中央図書館（おおぶしちゅうおうとしょかん）。

## 特色

### 設備

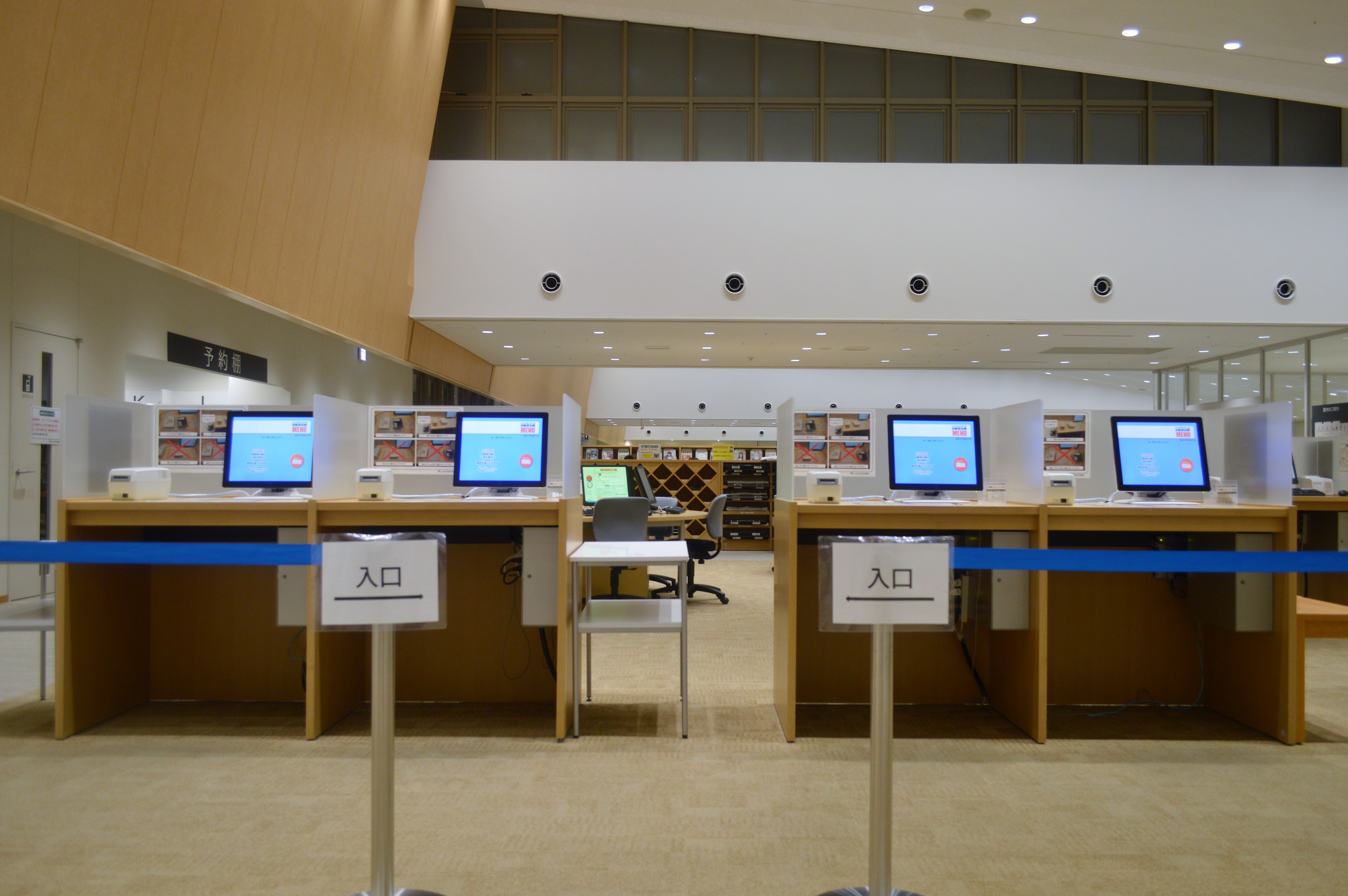
自動貸出機

ワンフロアの図書館としては愛知県内最大の延床面積を有する。延床面積は前身の大府市中央図書館時代の約3倍となった。自然光が入る大きな窓があり、ベンチが置かれた中庭「読書の杜」で読書を行うこともできる。
自動貸出機、自動返却ポスト、予約図書の保管・貸出コーナー、自動閉架書庫を備えている。2014年の開館時点で、自動貸出機を導入している図書館は愛知県内で数館のみであった。書籍が自動返却ポストに投げ込まれると、機械が自動的にICタグを読み取って返却処理を完了させ、利用者は正面のモニターで即座に残り貸出冊数を確認できる。23万冊を収容可能な自動閉架書庫を導入しており、出庫手続きをしてから出庫するまでの時間は約90秒であるという。出庫手続きを行うと機械が自動的に動き、目的の書籍が入ったコンテナをベルトコンベアに載せてカウンターに運ぶ。
すべての書籍にICタグを付けたことで、蔵書点検の効率は飛躍的に向上した。大府市中央図書館時代は職員が書籍を1冊ずつ手に取り、端末でバーコードを読み取っていたが、ICタグ導入後は職員が1冊ずつ書籍を手に取ることはなく、まとめて機械をかざすことでデータを読み取っている。

### サービス
| 開館時間   | 9時-20時                                           |
| 休館日     | 毎月第3月曜日、年末年始、特別整理期間              |
| 貸出冊数   | 図書資料は20冊、漫画・視聴覚資料は5点              |
| 貸出期間   | 図書・紙芝居・雑誌は2週間、漫画・視聴覚資料は1週間 |
| 貸出可能者 | 誰でも貸出カードを作成可能                         |

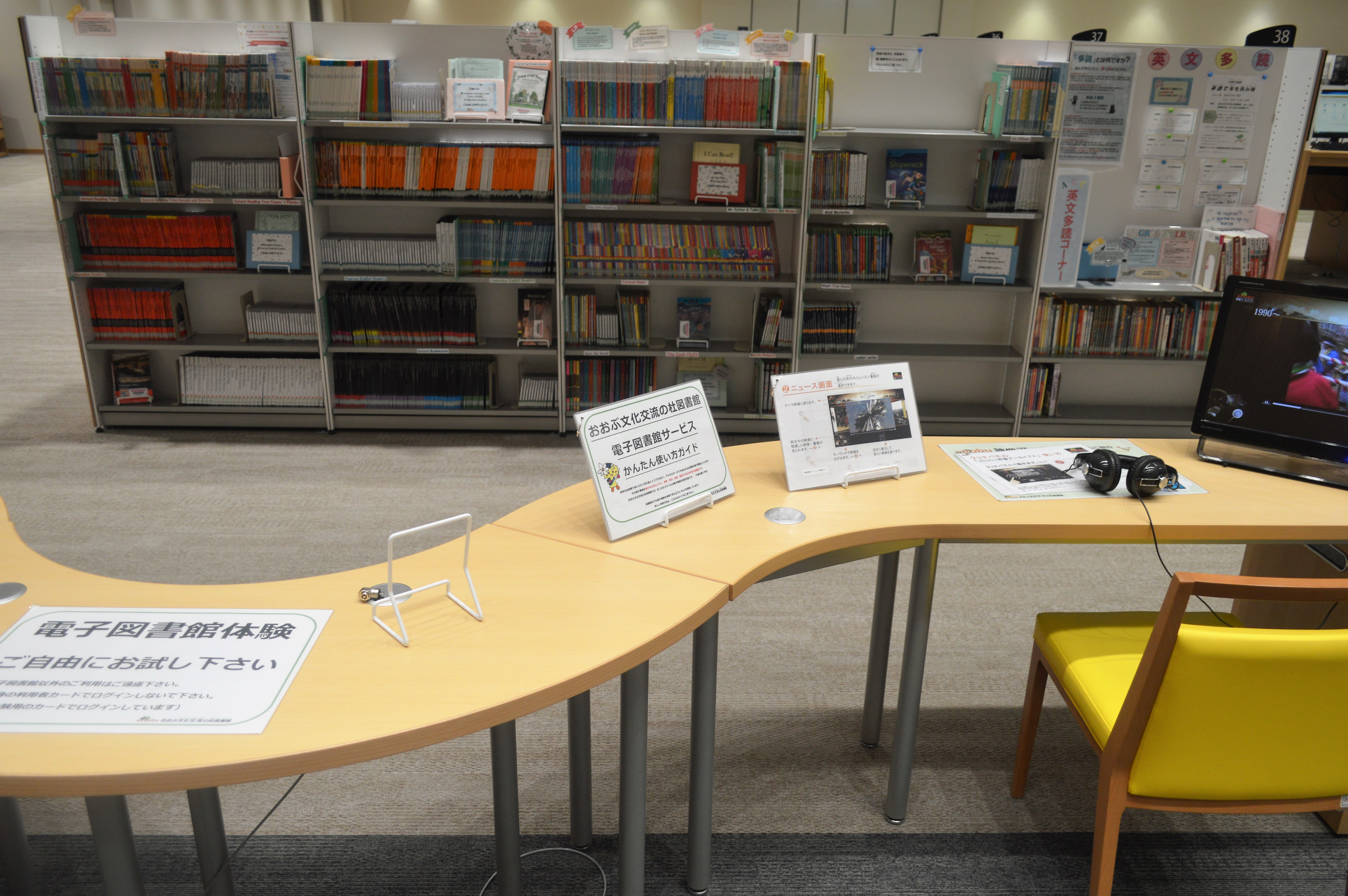
「allobu映像アーカイブ」

利用者は子どもが多く、ボランティアによる読み聞かせ活動が盛んにおこなわれている。館内には利用者の案内係であるフロアマネージャーが配置されている。貸出・返却処理を機械化したことで、貸出冊数は20冊に増やされた。大府市に関する映像を観賞できる「allobu映像アーカイブ」がある。
暮らし・子育て支援の各分野や児童書の収集に力を入れている。大府市には若い夫婦と子供からなる家族が多く、これらのコーナーは図書館入口近くに配置されている。大府市は「健康都市」の実現を理念に掲げており、健康関連図書の特設コーナーがある。その他には子育て支援、ビジネス支援、中高生向けの特設コーナーがある。57席の学習室を利用できるのは知多半島5市5町に在住・在勤・在学者のみであり、年齢も小学生以上に制限されている。

#### 電子書籍
2014年7月の開館時から電子書籍を導入しており、開館時には979タイトルの電子書籍を取り扱っていた。館内で電子書籍を閲覧するために5台のiPadを貸し出している。大府市在住者であれば館外でもインターネットを通じて電子書籍を利用可能である。電子書籍では音声付きの語学書、料理本、動く絵本などが人気である。開館月の電子書籍貸出冊数は約500冊であったが、その後は約100冊/月と低調であり、担当者は低迷の理由にタブレット端末の普及度の低さを挙げている。2015年1月時点では約1,300タイトルを貸し出している。
電子書籍を導入したのは愛知県の図書館では初めて（開館時には愛知県唯一）のことである。2015年1月時点で電子書籍の貸出を行っているのは、日本全国の公立図書館約3,000館のうち約30館のみであり、東海地方では関市立図書館 （2011年10月開始）、大垣市立図書館 （2012年10月開始）、志摩市立図書館（2013年9月開始）、おおぶ文化交流の杜図書館の4館であった。2016年2月には愛知県2例目として豊川市中央図書館が電子書籍を導入した。

## 歴史

### 戦前
| 大府町立図書館開館時の知多郡の図書館 | 大府町立図書館開館時の知多郡の図書館 | 大府町立図書館開館時の知多郡の図書館 | 大府町立図書館開館時の知多郡の図書館 |
| 開館年                               | 設立                                 | 名称                                 | 所在地                               |
| ------------------------------------ | ------------------------------------ | ------------------------------------ | ------------------------------------ |
| 1908年（明治41年）                   | 町立                                 | 西浦町立西浦図書館                   | 西浦町（現・常滑市）                 |
| 1909年（明治42年）                   | 町立                                 | 豊浜町立豊浜図書館                   | 豊浜町（現・南知多町）               |
| 1909年（明治42年）                   | 町立                                 | 常滑図書館                           | 常滑町（現・常滑市）                 |
| 1914年（大正3年）                    | 町立                                 | 半田図書館                           | 半田町（現・半田市）                 |
| 1914年（大正3年）                    | 町立                                 | 横須賀町立横須賀図書館               | 横須賀町（現・東海市）               |
| 1914年（大正3年）                    | 町立                                 | 成岩町立大正図書館                   | 成岩町（現・半田市）                 |
| 1915年（大正4年）                    | 町立                                 | 武豊町立武豊図書館                   | 武豊町                               |
| 1916年（大正5年）                    | 町立                                 | 岡田町立岡田図書館                   | 岡田町（現・知多市）                 |
| 1919年（大正8年）                    | 町立                                 | 大府町立図書館                       | 大府町（現・大府市）                 |

1919年（大正8年）には知多郡域で9番目の図書館として大府町に「大府町立図書館」が開館した。大正初期には大正天皇の御大典を記念した図書館が各地に設置されているが、「大府町立図書館」は御大典を記念した図書館ではない。大府市立大府小学校の沿革史によるとこの図書館の名称は「大府町立第一図書館」であり、大府小学校に付設された。
1924年（大正13年）には大府町立図書館が愛知県大府農学校に移管されたが、その後の記録は不確かである。大府町の学事年報には「大府図書館」（1928年以後は「大府町図書館」）が掲載されており、その経営費は1925年（大正14年）が99円、1926年（大正15年）が56円、1927年（昭和2年）が83円、1928年（昭和3年）が99円、1929年（昭和4年）が103円、1930年（昭和5年）が49円、1931年（昭和6年）が38円、1928年（昭和7年）が44円であった。

### 戦後
太平洋戦争後の大府町図書館は休止状態であったとされ、大府町役場の2階に図書が保管されていた程度であった。1951年（昭和26年）には愛知県が移動図書館車の運行を開始し、約2,000冊を収容できる「白鳥号」が県内を巡回した。大府市でも青年団や婦人会が移動図書館から貸出を受けている。愛知県の移動図書館に刺激されて、同年11月には大府町公民館で大府町図書館が復活。この時の蔵書数は215冊であった。さらに公民館活動の一環として巡回文庫が行われている。1960年（昭和35年）には知多教育事務所の指導を受けて受入・貸出方式を改めている。
1970年（昭和45年）には大府町が市制施行して大府市となり、大府町図書館は大府市立図書館に改称した。1971年（昭和46年）度の愛知県の移動図書館の利用状況は、閲覧者数が10,164人、貸出冊数は3,860冊であり、女性・青年・児童の利用が多かった。1971年度には大府市民全体の読書活動の推進を目的として、児童から社会人までを対象とした読書感想文コンクールを開始している。1973年（昭和48年）時点では、図書館での閲覧・貸出、14か所での巡回図書の貸出、愛知県文化会館愛知図書館の移動図書館との連携、読書感想文コンクールの開催が大府市立図書館の主な取り組みであった。
1969年（昭和44年）の森岡公民館を皮切りに、共長公民館（1975年）、神田公民館（1978年）、東山公民館（1979年）、大府公民館（1981年）、吉田公民館（1983年）、長草公民館（1984年）、横根公民館（1986年）、北山公民館（1994年）が開館し、各公民館には図書室が設けられた。1975年（昭和50年）7月には移動図書館車「あおぞら号」の巡回が開始された。

### 大府市中央図書館(1980-2014)
| 大府市中央図書館の開館による貸出冊数の変動 | 大府市中央図書館の開館による貸出冊数の変動 | 大府市中央図書館の開館による貸出冊数の変動 | 大府市中央図書館の開館による貸出冊数の変動 | 大府市中央図書館の開館による貸出冊数の変動 |
| ------------------------------------------ | ------------------------------------------ | ------------------------------------------ | ------------------------------------------ | ------------------------------------------ |
| 年度                                       |                                            |                                            |                                            | 冊                                         |
| 1978                                       | 1978                                       |                                            | 13,969                                     | 13,969                                     |
| 1980                                       | 1980                                       |                                            | 96,038                                     | 96,038                                     |

図書館法における「図書館」が大府市にできるのは1980年（昭和55年）のことである。1980年7月17日、大倉会館内に大府市中央図書館が開館した。大倉会館は国鉄東海道線大府駅から500mの距離にあり、建物は鉄筋コンクリート造であった。大倉会館全体の延床面積は3,540m2であり、図書館部分の延床面積は1,137.67m2であった。開館時の蔵書数は41,554冊。
管理システムには開館当初からコンピュータが導入されている。大府市立図書館時代の1978年度の館外貸出冊数は13,969冊であったが、大府市中央図書館の開館初年度である1980年度の館外貸出冊数は96,038冊であり、新館効果で7倍近くに増加した。1986年（昭和61年）2月時点では蔵書数が約83,400冊であり、貸出冊数は約15万冊であった。
2004年（平成16年）4月には管理運営が図書館流通センターに委託された。業務委託を行ったことで開館時間が延長され、公民館に巡回車が運行されるなど、サービス向上が図られている。2010年度末時点の蔵書数は319,482冊であり、開館時間は「9時から19時」、休館日は「第1・第3月曜、最終金曜、年末年始、特別資料整理期間」であった。

### 新館移転計画

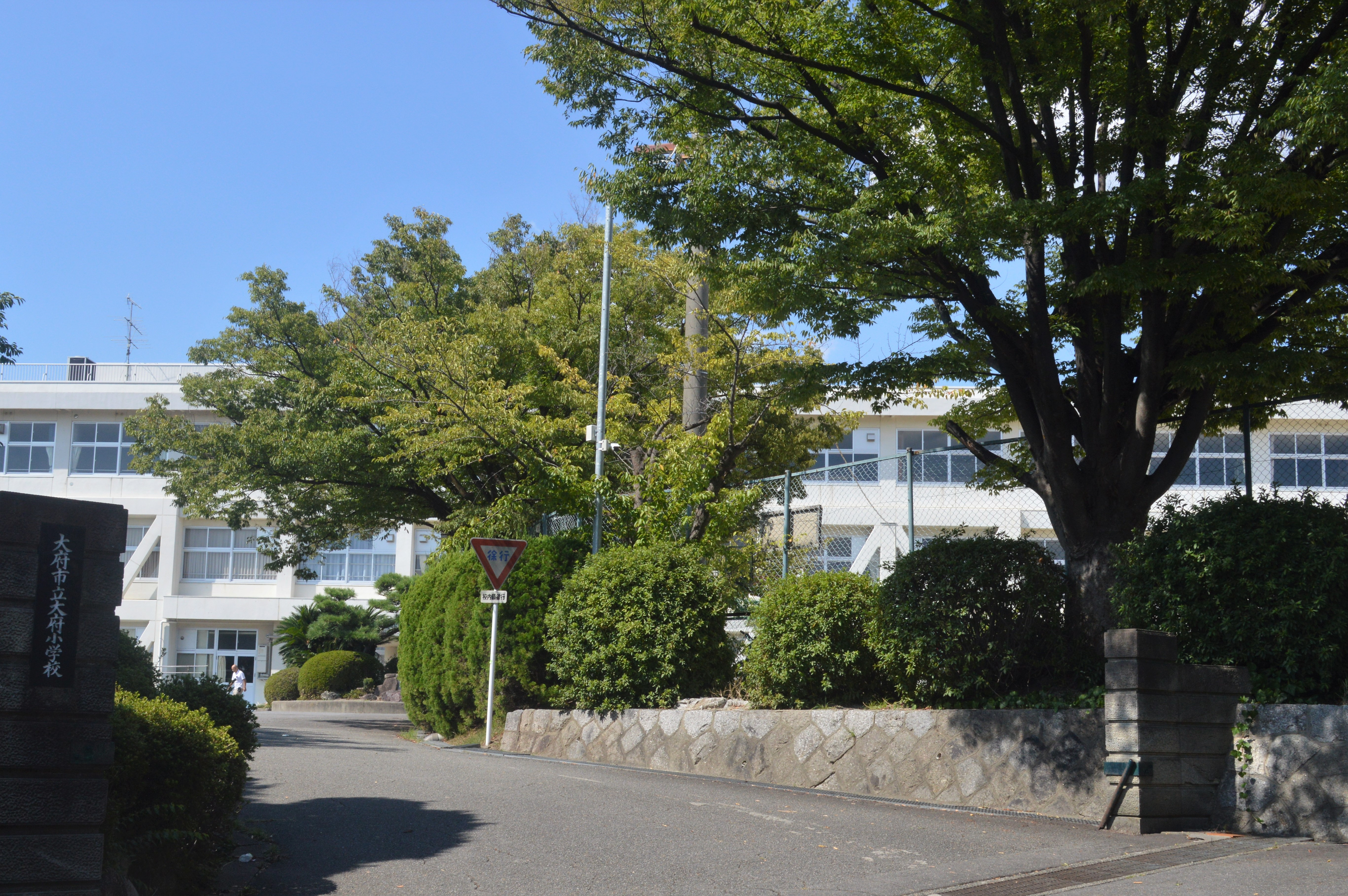
一部が図書館書庫にあてがわれていた大府市立大府小学校

名古屋市に隣接している大府市の人口は増加傾向にあり、外国人居住者や単身者世帯も増加しているという特徴がある。市内の文化学習施設としては大府市勤労文化会館・公民館・児童センター・児童老人福祉センターなどがあるが、本格的な設備を備えた音楽や演劇の発表の場がなく、またそれらの練習場所の確保にも苦労していた。
2008年時点の蔵書の開架率は33%と低く、閲覧スペースが狭いという問題点があった。ゆったりと本を読むスペースが少なく、児童書の書架では幼児の手の届かない場所にも本が並べられていた。市民1人あたりの貸出冊数は他自治体に比べて低かった。大府市歴史民俗資料館に加えて大府児童老人福祉センターとも駐車場を共有しており、収容台数の少なさが課題であった。書架の最大収容冊数は10万冊であるが、閉館時の蔵書冊数は約19万冊に達していた。開架書架の隣にラックを置いて本を収容したり、近隣の大府市立大府小学校の空き教室を書庫代わりに使用するなどしていた。
これらのことから、1999年度から2010年度を計画期間とする大府市第4次総合計画では、主要事業として図書館を内包する生涯学習センターの建設が掲げられた。2006年度には庁内に設置された研究会が報告書をまとめ、2007年度に設置された検討委員会が2008年に（仮称）おおぶ文化交流の杜図書館の基本計画を策定した。
しかし2008年秋のリーマン・ショック以後、自動車関連企業が多い大府市内の企業の業績が悪化し、2008年度に約23億円であった法人市民税は2009年度に約4億円まで減少した。大府市立大東小学校の新設を優先するために、2009年9月には建設計画を2年延期し、開館時期を2012年3月から2014年7月に繰り下げている。地下駐車場や大スタジオをなくし、中小のスタジオの数を減らしたことで、延床面積を半減させ、全体事業費を2割以上削減させた。
施設の整備と管理運営にはPFI方式を採用しており、三菱HCキャピタルなど7社がおおぶ文化交流の杜株式会社を設立して指定管理者となっている。指定管理の契約期間は2029年3月までの15年間であり、当初の契約額は103億円であったが、契約後の建設費の高騰などで106億円となった。2012年10月29日に起工式を行った。大府市中央図書館は2014年3月17日をもって閉館し、7月1日の新館移転に向けた準備期間に入った。

### おおぶ文化交流の杜図書館(2014-)
| おおぶ文化交流の杜図書館の開館による利用者数の変動 | おおぶ文化交流の杜図書館の開館による利用者数の変動 | おおぶ文化交流の杜図書館の開館による利用者数の変動 | おおぶ文化交流の杜図書館の開館による利用者数の変動 | おおぶ文化交流の杜図書館の開館による利用者数の変動 |
| -------------------------------------------------- | -------------------------------------------------- | -------------------------------------------------- | -------------------------------------------------- | -------------------------------------------------- |
| 年度                                               |                                                    |                                                    |                                                    | 人                                                 |
| 2013                                               | 2013                                               |                                                    | 116,740                                            | 116,740                                            |
| 2014                                               | 2014                                               |                                                    | 256,964                                            | 256,964                                            |

| おおぶ文化交流の杜図書館の開館による貸出冊数の変動 | おおぶ文化交流の杜図書館の開館による貸出冊数の変動 | おおぶ文化交流の杜図書館の開館による貸出冊数の変動 | おおぶ文化交流の杜図書館の開館による貸出冊数の変動 | おおぶ文化交流の杜図書館の開館による貸出冊数の変動 |
| -------------------------------------------------- | -------------------------------------------------- | -------------------------------------------------- | -------------------------------------------------- | -------------------------------------------------- |
| 年度                                               |                                                    |                                                    |                                                    | 冊                                                 |
| 2013                                               | 2013                                               |                                                    | 514,154                                            | 514,154                                            |
| 2014                                               | 2014                                               |                                                    | 959,498                                            | 959,498                                            |

2014年（平成26年）7月1日には複合文化施設「おおぶ文化交流の杜」が開館し、同時におおぶ文化交流の杜図書館が開館した。おおぶ文化交流の杜図書館は石ヶ瀬会館や市内9か所にある公民館図書室が所蔵する図書も管理しており、各施設が連携して図書の貸出を行っている。
施設全体の「ALLOBU」（アローブ）という愛称は、「全ての人たち(ALL)が共に生きあう大府(OBU)」を意味し、公募によって命名された。
新館の開館時間は「9時-20時」であり、旧館より1時間延びた。大府市中央図書館の最終年度である2013年度の利用者数は116,740人であったが、大府文化交流の杜図書館の開館年度である2014年度（9か月間）の利用者数は256,964人であり、2.2倍に増加した。2013年度の貸出数は514,154冊であったが、2014年度（9か月間）の貸出数は959,498冊であり、1.9倍に増加した。
新館移転後初めて12か月分の統計が出た2015年度の利用者数は351,081人、貸出数は1,356,446冊であり、利用者数は旧館時代の3.0倍、貸出数は2.6倍となった。『日本の図書館 統計と名簿2016』によると、全国の同規模自治体（人口6万人-10万人）180自治体の中で貸出数・1人あたり貸出数がそれぞれもっとも多かった。

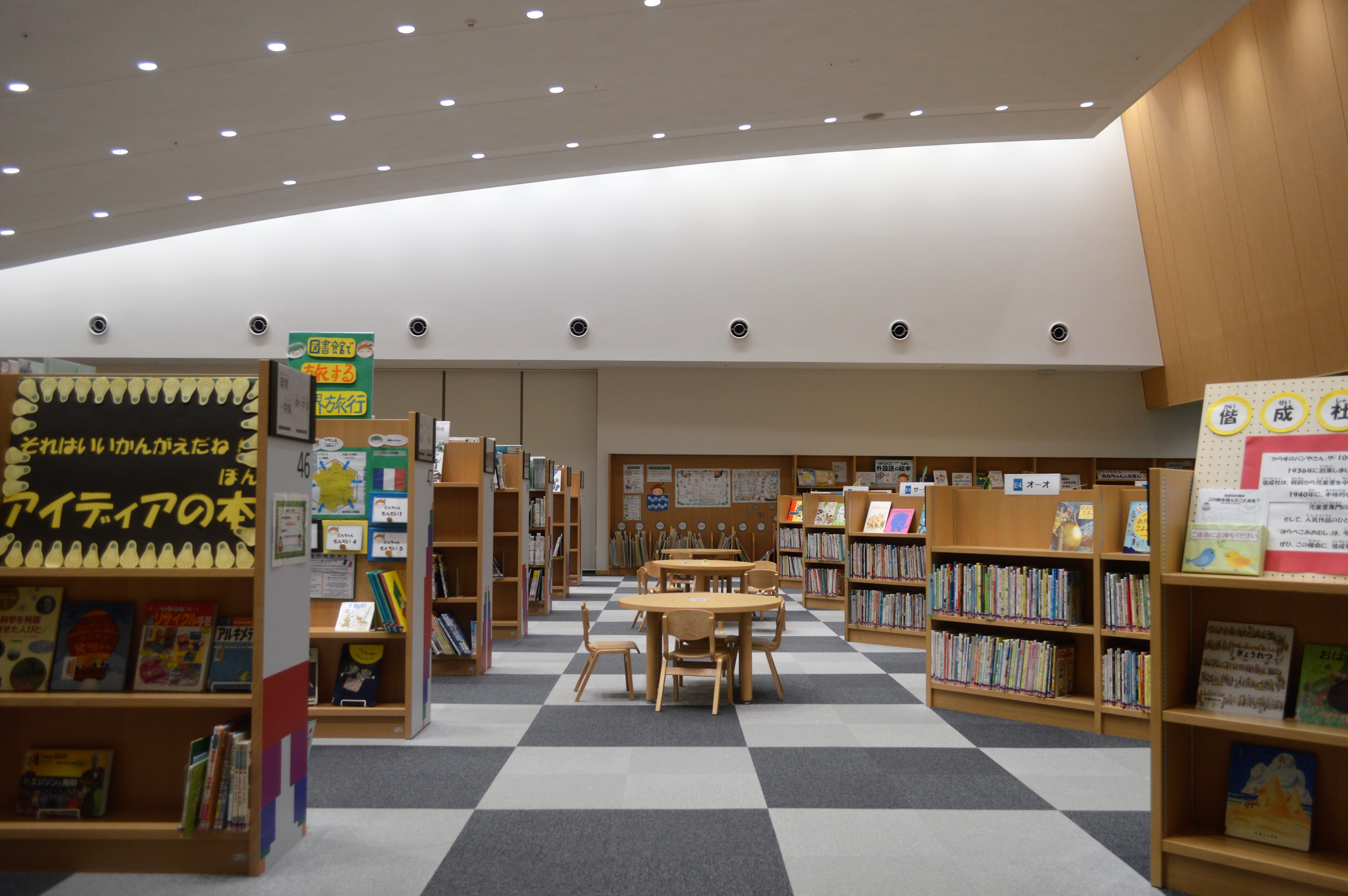
児童書エリア
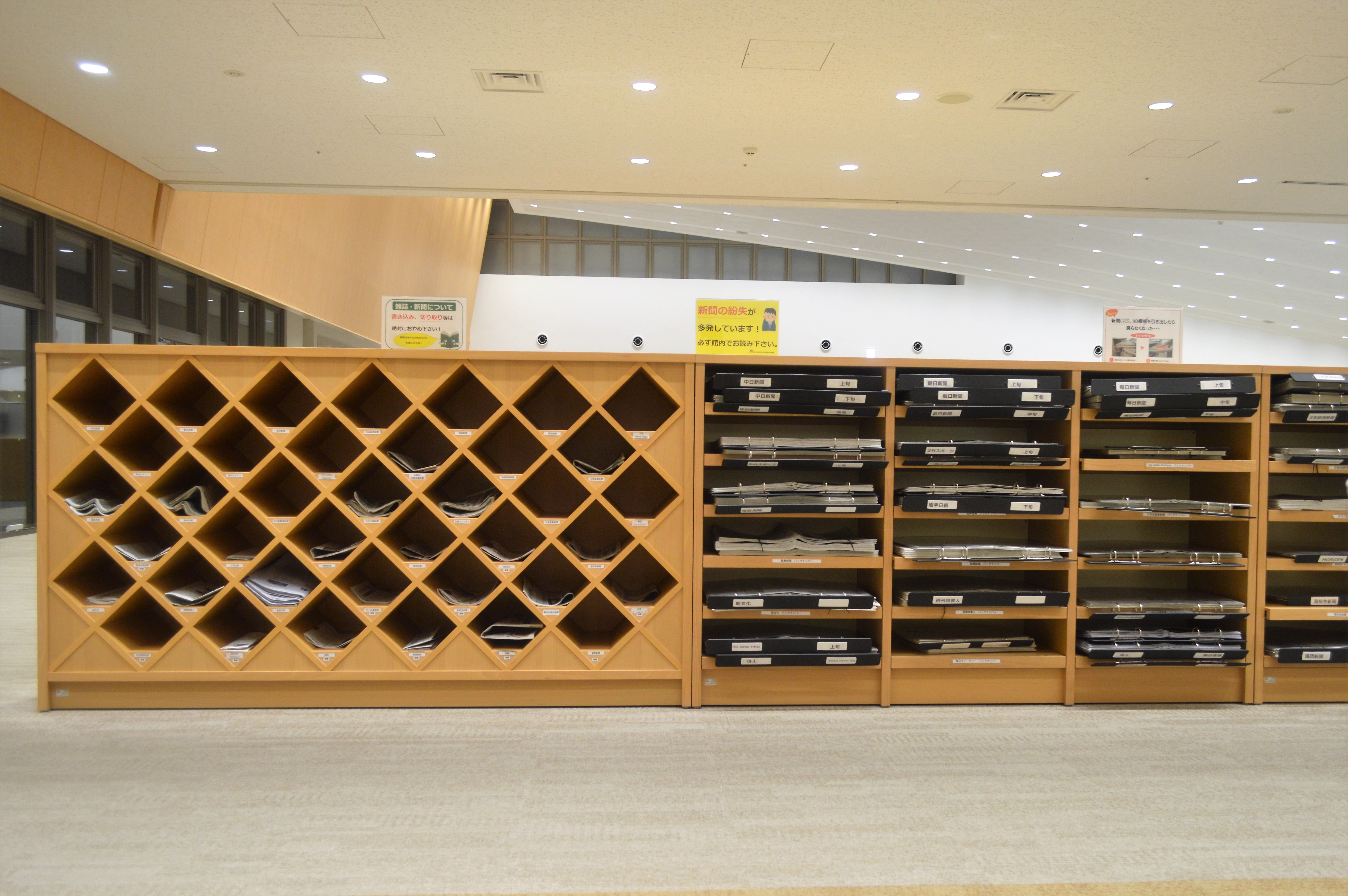
新聞コーナー
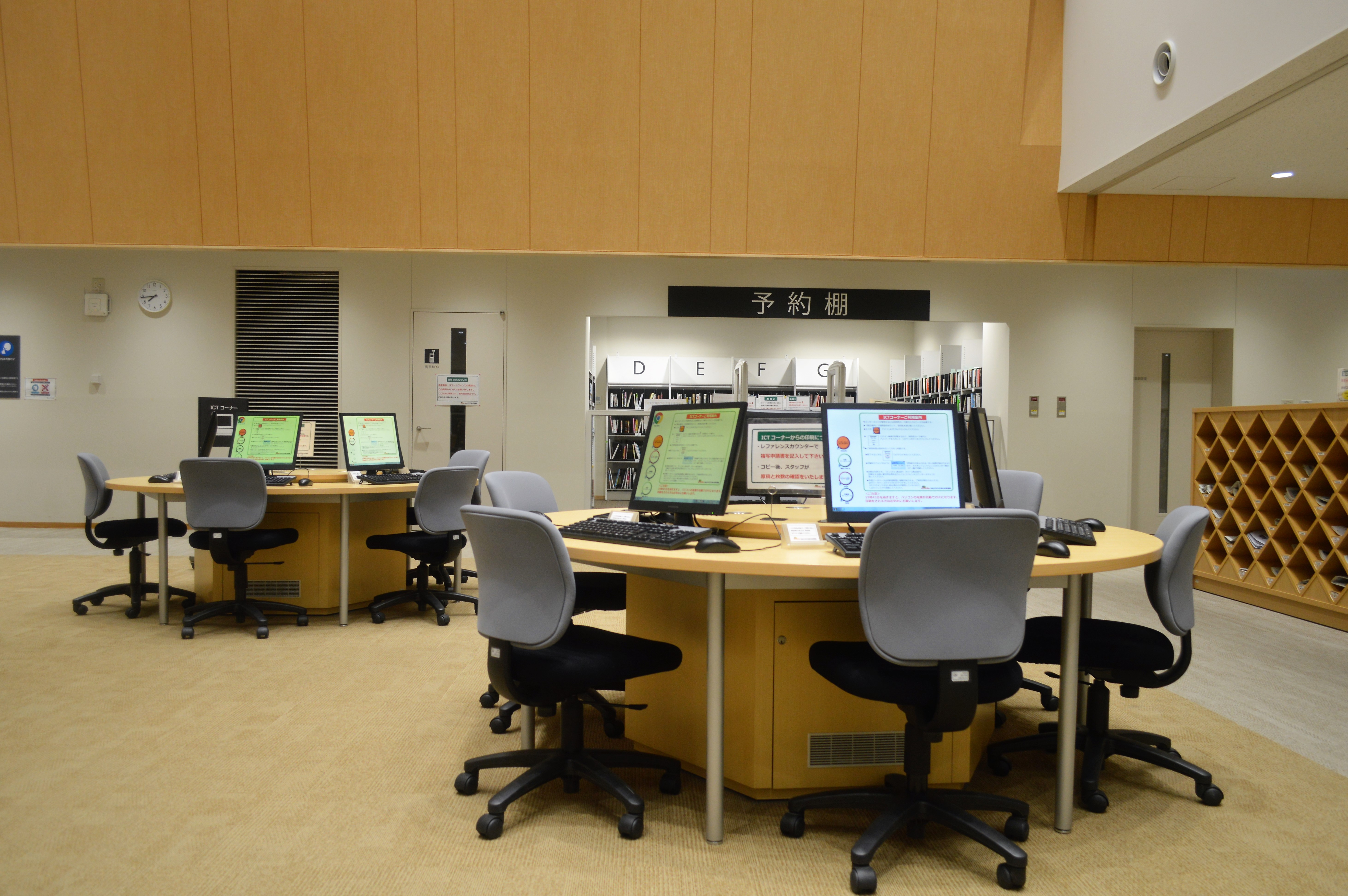
ICTコーナーと予約棚
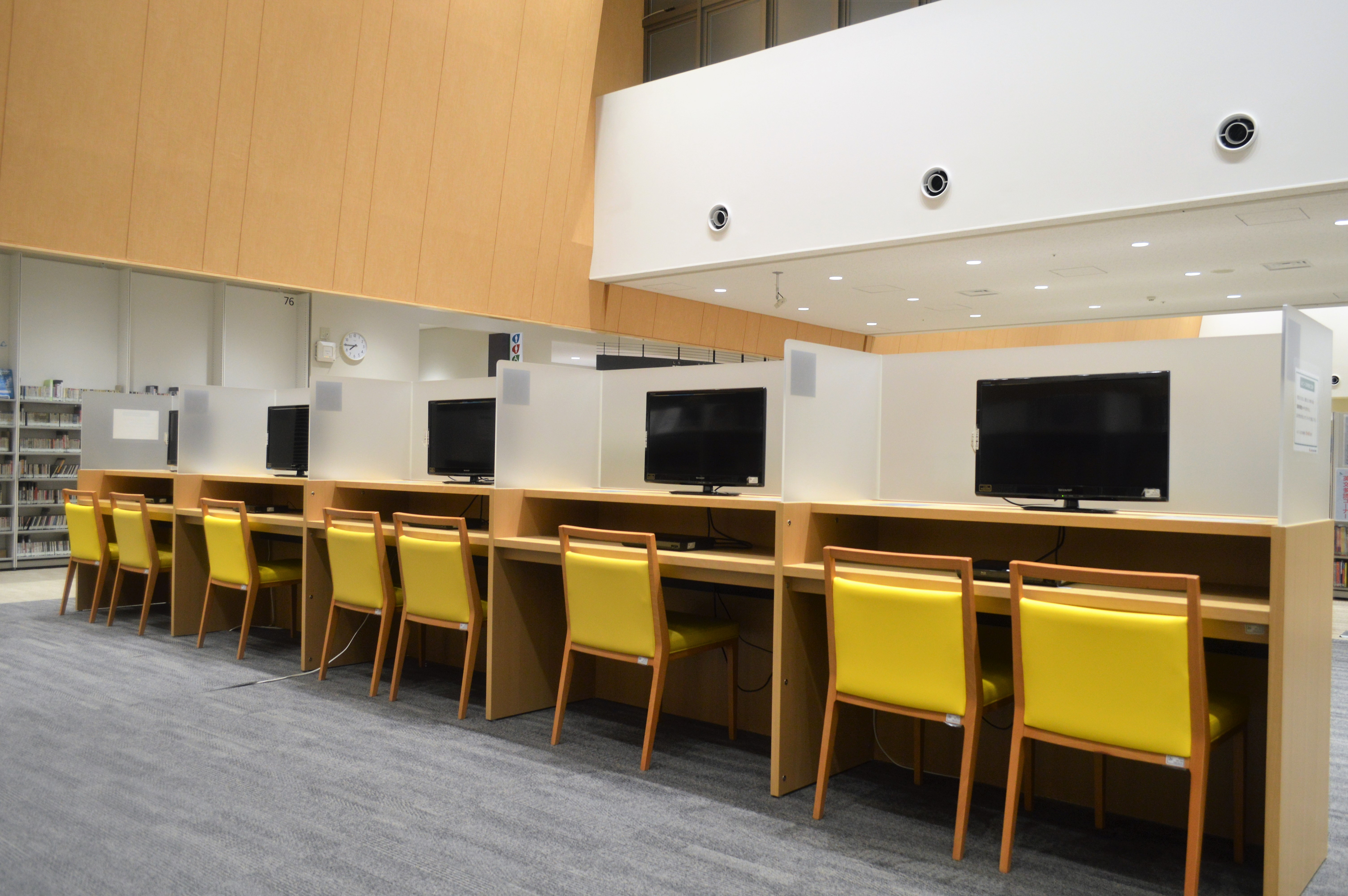
AVコーナー
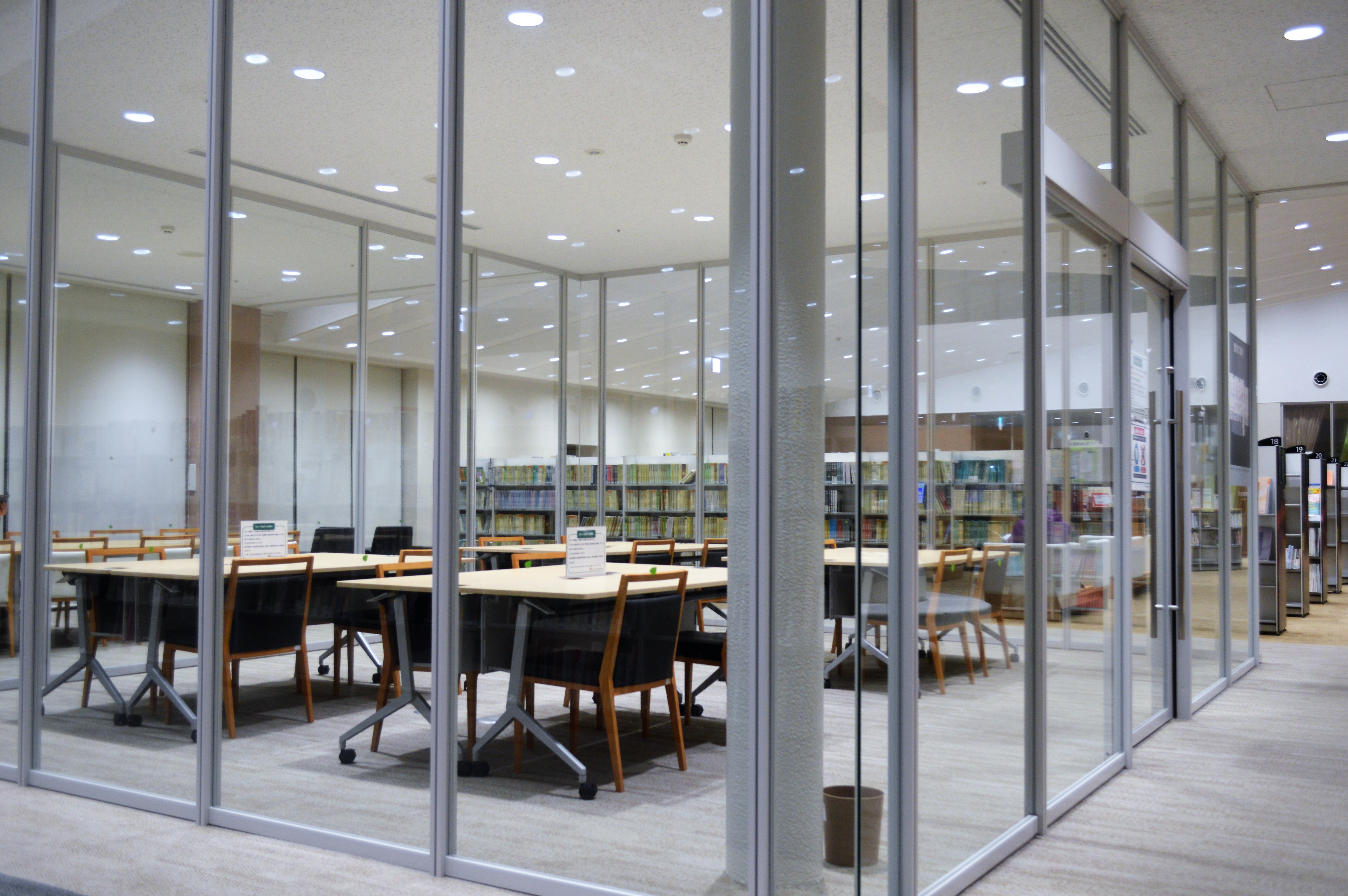
ガラス張りのグループ室